# Земес мате
Земес мате (латис. Zemes māte — мати землі) — богиня землі в латиській міфології. Аналогією їй виступає литовська богиня землі Жеміна (лит. Žemyna).
Етнограф П. П. Шмідт вважав Земес-мате однією з найголовніших латиських богинь, яка в парі з Дієвасом становила типову індоєвропейську пару мати-землі й батька-неба.
Матвій Преторії описав ритуал žemyneliauti, що справлявся на весіллях, після збору врожаю або під час весняного свята, перед виїздом орача в поле і вигоном худоби. Окропив ґрунт зі словами «Дорога Земле, ти даєш мені, і я даю тобі», голова дому випивав кухоль пива і клав в борозну хліб. На рубежі XVIII—XIX століть Август Вільгельм Хупель відзначав, що богині землі в відведених місцях приносили в жертву молоко, масло, вовну, гроші, а 23 квітня — чорного півня.